# Machina II/The Friends & Enemies of Modern Music
Machina II/The Friends & Enemies of Modern Music är ett musikalbum av det amerikanska rockbandet The Smashing Pumpkins, utgivet på Internet som nedladdningsbara filer i september 2000 samt på endast 25 exemplar 3x10" lp och en 2x12". Albumet gavs ut på frontmannen Billy Corgans eget skivbolag Constantinople Records.
Kort efter skivutsläppet upplöstes bandet. Notera att detta album aldrig blev släppt officiellt på cd trots att albumet florerar flitigt på diverse pirat-cd med en handfull olika omslag.

## Låtlista
Alla låtar är skrivna av Billy Corgan om ej annat anges.
EP ett (CR-01)
1. Slow Dawn – 3:14
2. Vanity –   4:08
3. Saturnine –    4:11
4. Glass –      2:55

EP två (CR-02)
1. Soul Power (James Brown) – 3:02
2. Cash Car Star –    3:41
3. Lucky 13 –    3:05
4. Speed Kills –  4:51

EP tre (CR-03)
1. If There Is a God –   2:34
2. Try –     4:23
3. Heavy Metal Machine – 6:47

Dubbel-LP (CR-04)
1. Glass – 1:54
2. Cash Car Star –  3:18
3. Dross –     3:26
4. Real Love –    4:16
5. Go (James Iha) – 3:47
6. Let Me Give the World to You –   4:10
7. Innosence –    2:33
8. Home – 4:29
9. Blue Skies Bring Tears – 3:18
10. White Spyder –     3:37
11. In My Body –    6:50
12. If There Is a God –  2:08
13. Le Deux Machina –    1:54
14. Atom Bomb – 3:51

## Medverkande
- Billy Corgan – sång, gitarr
- James Iha – gitarr
- Melissa Auf der Maur – bas
- Jimmy Chamberlin – trummor